# Team Visma-Lease a Bike (femminile)
Il Team Visma-Lease a Bike è una squadra femminile olandese di ciclismo su strada. Ha licenza di UCI Women's WorldTeam, ed è attivo tra le Elite dal 2021, affiancando l'omonima formazione professionistica maschile Team Visma-Lease a Bike.
Con la maglia del team, Marianne Vos si è aggiudicata quattro tappe al Giro d'Italia, due al Tour de France e quattro alla Vuelta a España, due Amstel Gold Race e una Gand-Wevelgem.

## Cronistoria

### Annuario
| Anno | Codice | Nome                    | Cat. | Biciclette | Dirigenza                                                                                              |
| ---- | ------ | ----------------------- | ---- | ---------- | --- |
| 2021 | JVW    | Jumbo-Visma Women Team  | CWT  | Cervélo    | Manager: Richard Plugge Dir. sportivi: Esra Tromp, Lieselot Decroix, Marco Postma, Marieke van Wanroij |
| 2022 | JVW    | Team Jumbo-Visma        | WTW  | Cervélo    | Manager: Esra Tromp Dir. sportivi: Lieselot Decroix, Carmen Small, Marieke van Wanroij                 |
| 2023 | JVW    | Team Jumbo-Visma        | WTW  | Cervélo    | Manager: Rutger Tijssen Dir. sportivi: Lieselot Decroix, Carmen Small, Marieke van Wanroij             |
| 2024 | TVL    | Team Visma-Lease a Bike | WTW  | Cervélo    | Manager: Rutger Tijssen Dir. sportivi: Jan Boven, Michał Szyszkowski, Rutger Tijssen                   |
| 2025 | TVL    | Team Visma-Lease a Bike | WTW  | Cervélo    | Manager: Rutger Tijssen Dir. sportivi: Jan Boven, Michał Szyszkowski, Rutger Tijssen                   |

## Palmarès
Aggiornato al 31 dicembre 2024.

### Grandi Giri
- Giro d'Italia

Partecipazioni: 4 (2021, 2022, 2023, 2024)
Vittorie di tappa: 4
2021: 2 (2 Marianne Vos)
2022: 2 (2 Marianne Vos)
Vittorie finali: 0
Altre classifiche: 0
- Tour de France

Partecipazioni: 3 (2022, 2023, 2024)
Vittorie di tappa: 2
2022: 2 (2 Marianne Vos)
Vittorie finali: 1
Altre classifiche: 2
2022: Punti (Marianne Vos)
2024: Punti (Marianne Vos)
- Vuelta a España

Partecipazioni: 2 (2023, 2024)
Vittorie di tappa: 5
2023: 3 (2 Marianne Vos, cronosquadre)
2024: 2 (2 Marianne Vos)
Vittorie finali: 0
Altre classifiche: 2
2023: Punti (Marianne Vos)
2024: Punti (Marianne Vos)

### Campionati nazionali
- Campionati britannici: 2

Cronometro: 2021, 2024 (Anna Henderson)
- Campionati olandesi: 3

In linea: 2022 (Riejanne Markus)
Cronometro: 2023, 2024 (Riejanne Markus)

## Organico 2025
Aggiornato al 17 gennaio 2025.

### Staff tecnico
|  | Naz.                   | Ruolo  | Sportivo           |  |  |  |
|  | ---------------------- | ------ | ------------------ |  |  |  |
|  | Paesi Bassi (bandiera) | GM, DS | Rutger Tijssen     |  |  |  |
|  | Paesi Bassi (bandiera) | DS     | Jan Boven          |  |  |  |
|  | Polonia (bandiera)     | DS     | Michał Szyszkowski |  |  |  |

### Rosa
|  | Naz.                     |  | Sportivo               | Anno |  |  |
|  | ------------------------ |  | ---------------------- | ---- |  |  |
|  | Paesi Bassi (bandiera)   |  | Carlijn Achtereekte    | 1990 |  |  |
|  | Paesi Bassi (bandiera)   |  | Eva van Agt            | 1997 |  |  |
|  | Paesi Bassi (bandiera)   |  | Sophie von Berswordt   | 1996 |  |  |
|  | Francia (bandiera)       |  | Marion Bunel           | 2004 |  |  |
|  | Slovacchia (bandiera)    |  | Viktória Chladoňová    | 2006 |  |  |
|  | Paesi Bassi (bandiera)   |  | Fem van Empel          | 2002 |  |  |
|  | Francia (bandiera)       |  | Pauline Ferrand-Prévot | 1992 |  |  |
|  | Italia (bandiera)        |  | Martina Fidanza        | 1999 |  |  |
|  | Paesi Bassi (bandiera)   |  | Mijntje Geurts         | 2003 |  |  |
|  | Paesi Bassi (bandiera)   |  | Lieke Nooijen          | 2001 |  |  |
|  | Paesi Bassi (bandiera)   |  | Maud Oudeman           | 2003 |  |  |
|  | Paesi Bassi (bandiera)   |  | Rosita Reijnhout       | 2004 |  |  |
|  | Germania (bandiera)      |  | Linda Riedmann         | 2003 |  |  |
|  | Paesi Bassi (bandiera)   |  | Nienke Veenhoven       | 2004 |  |  |
|  | Francia (bandiera)       |  | Margaux Vigie          | 1995 |  |  |
|  | Paesi Bassi (bandiera)   |  | Marianne Vos           | 1987 |  |  |
|  | Paesi Bassi (bandiera)   |  | Femke de Vries         | 1994 |  |  |
|  | Gran Bretagna (bandiera) |  | Imogen Wolff           | 2006 |  |  |